# Cyclogramma auriculata
Cyclogramma auriculata là một loài dương xỉ trong họ Thelypteridaceae. Loài này được J. Sm. Ching mô tả khoa học đầu tiên năm 1963.